# 景天酸代謝

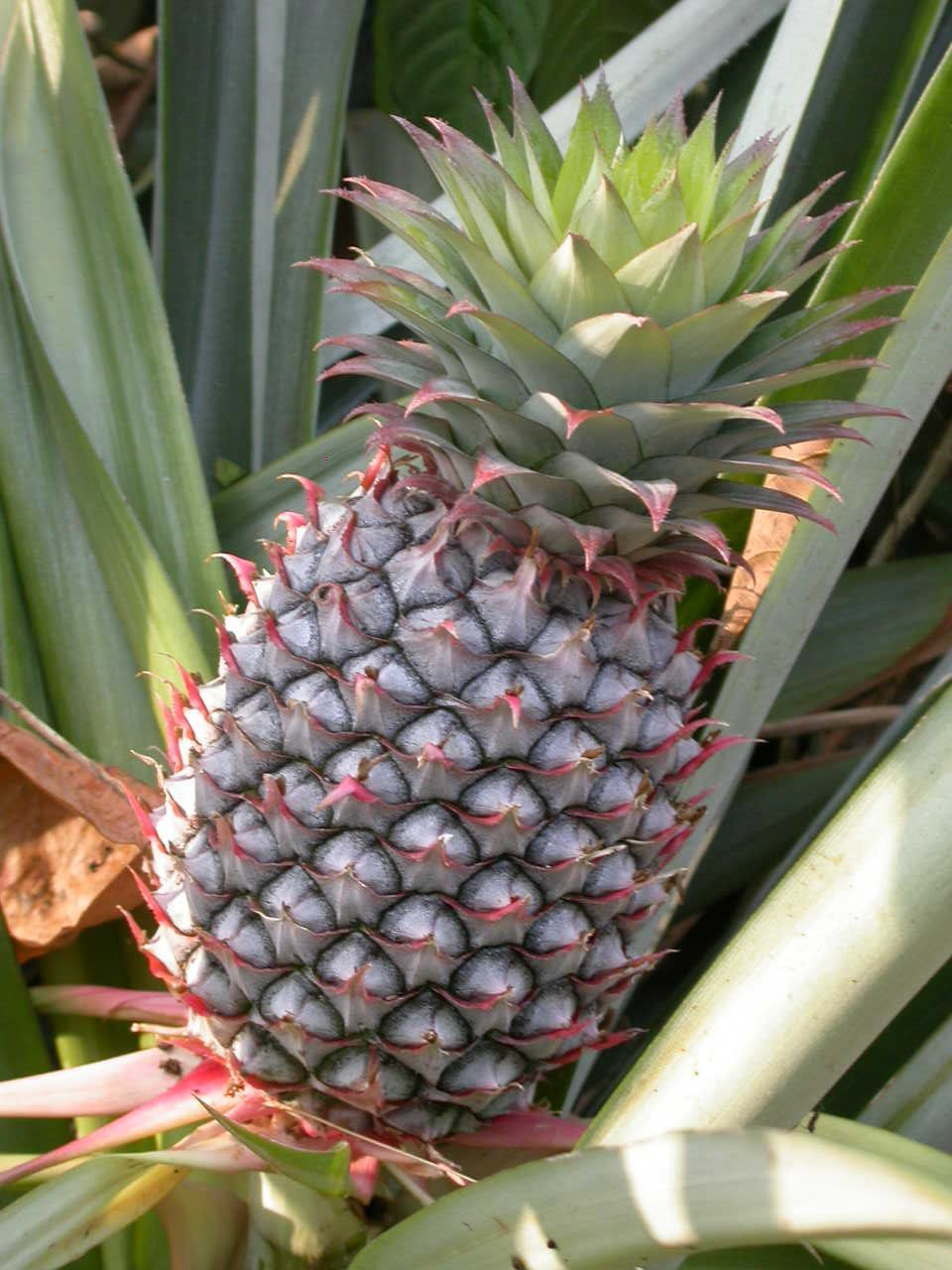
凤梨是 CAM 植物

景天酸代謝（英語：Crassulacean acid metabolism，簡稱 CAM，也称为CAM光合作用）是一种特殊而精巧的碳固定方式，它在某些植物中进化，以适应干旱条件，使植物能够在白天进行光合作用，但只在夜间进行气体交换。这一代谢途径最早在景天科植物中被发现，由此得名。代表性的植物有仙人掌、凤梨和长寿花等，99%的仙人掌物种都采用景天酸代谢。有些植物是专性CAM植物，有些植物则可以根据环境变化在不同的固碳方式间切换。

## 历史背景
“景天酸代谢”这个名称本意指的是景天科等植物中涉及有机酸的代谢，而不是“景天酸”的代谢；没有名为“景天酸”的化学物质，而且该代谢过程并不局限于景天科。
“景天酸代谢”一词可能最早由英国植物学者Ranson和Thomas在1940年所创，他们在景天科的多肉植物（翡翠木和景天属）中观察到了这种循环，但他们并不是第一个发现这种循环的人。1804年，瑞士植物生理学者索绪尔在他的《植物化学研究》中首次提出了有关CAM的观察。1812年，德国植物学者本杰明·海纳在时为英国殖民地的印度进行研究工作时发现，落地生根的叶子在早上呈酸味，到下午则无味。1892 年，Aubert, E. 在其学位论文《草类植物生理研究》 (Recherches physiologiques sur les plantes grasses) 中进一步研究和完善了这些观察结果，并由Herbert Maule Richards在1915年于卡内基科学研究所发表的《仙人掌的酸度和气体交换》（Acidity and Gas Interchange in Cacti）中阐述。

## 概要
大部分植物开放气孔吸收二氧化碳，二氧化碳参与一系列光合反应生成生命活动所需的有机物。然而，气孔的开放伴随着水分蒸发流失，对于生长在炎热干旱地区的植物非常不利。因此，CAM植物演化出一套生存機制，只在凉爽的夜间开放气孔，将二氧化碳以有机酸的形式暂时储存下来，到白天再进行卡尔文循环，此时可以闭合大部分气孔，有效减少水分流失。
CAM固碳途径与C4固碳途径有一定的相似之处，两者利用相似的化学物质作为媒介，都通过拆分碳固定的步骤，实现对干旱环境的适应。相比之下，C4类植物实行的是空间分离（叶肉细胞和维管束鞘细胞两个相对独立的场所），而景天酸代謝植物则服从昼夜节律，细节如下：
- 夜间：二氧化碳进入细胞质，在磷酸烯醇式丙酮酸（PEP）的作用下生成草酰乙酸（OAA），后续被还原为苹果酸，并储存于细胞的液泡中。PEP羧化酶催化草酰乙酸的生成，该酶的表达受高温（即白天）和苹果酸的抑制。虽然吸收了二氧化碳，但将其转化为有机物的过程需要光反应产物的参与，因此卡尔文循环无法继续进行。
- 日间：液泡中的酸性物质（主要是苹果酸，但也有天门冬氨酸）会被脱羧，释放的二氧化碳进入叶绿体，参与卡尔文循环。

景天酸代謝植物必须准备足够的PEP以供夜间二氧化碳固定使用。为此植物在日间储存淀粉，晚间它们将通过丙酮酸转变为磷酸烯醇式丙酮酸。

景天酸代谢" (CAM)

这种光合作用类型的缺点是比较耗能。

## 检验方法
检验植物是否进行景天酸代谢的常用方法有如下四种，在实验难易度和所测量的具体生物表征上各有所不同。组合下列多种方法可以更加准确、全面地描述植物的具体光和特性。
1. 稳定碳同位素比率（δ13C）法：利用不同光合型植物固定二氧化碳选择性吸收13C相对于12C组分的不同，可判别植物采用的具体光和途径。景天酸代谢途径下，进入细胞的二氧化碳更多由磷酸烯醇式丙酮酸羧化酶(PEPC)同化，而非在C3类二氧化碳固定途径下更常用的RuBisCO酶。由于PEPC对13C的亲和力相对RuBisCO更高，因此CAM通路上调时，组织内的13C组分会更高。实验表明，植物在黑暗期固定的二氧化碳与其组织中的δ13C同位素含量呈线性关系。专性CAM物种（即只在黑暗期同化二氧化碳）组织中的δ13C值相对较高，变化范围一般为-20%至-8%，而C3型物种（只在光照期同化二氧化碳）的δ13C值可低至-20% ~ -35%。因此，δ13C值可作为用于识别专性CAM植物的佐证。然而，对于黑暗期碳同化量仅占总量三分之一或以下的植物，其同位素值与C3植物无显著区别，无法通过该方法判定其代谢途径。该方法的优势是每份样本所需的量极少（1毫克左右植物组织即可），而且对组织的新鲜程度没有要求（干燥陈年的标本和化石也可用于测定）。
2. 滴定测酸法：通过酸碱中和滴定的方法，分别测量日间与夜间光合组织中的酸度，再求两者差值（表达为ΔH+，单位一般为每千克新鲜组织中所含氢原子的毫摩尔数）。景天酸代谢途径下，夜间植物气孔开启，由气孔进入植物体内的二氧化碳分子被固定为苹果酸积蓄在细胞液泡内，到白天再经由脱羧反应被从苹果酸的形式释放、进入开尔文循环，因此，在进行景天酸代谢的光合组织内，夜间的有机酸含量理应比白天更高。若ΔH+值在统计学上显著高于0，则说明植物体在其组织被采集时正在进行景天酸代谢。专性CAM物种的ΔH+值可高达200 mmol H+ kg−1 FM,而大多数C3+CAM和C4+CAM型物种ΔH+值都在200mmol H+ kg−1 FM以下。景天酸代谢水平极低的物种的H+ kg−1值可能低于10。对于仅在干旱条件下启用景天酸代谢途径的兼性CAM物种，为全面观测植物的光合特性，还需在植株受干旱胁迫时采集组织并测定，与无胁迫条件下的数据对比，但过量的胁迫也可能导致原本能够进行景天酸代谢的植物体生理活动全面停止，造成日夜组织酸度无显著差别的测量结果。
3. 气体交换监测法：观测24小时中（黑暗和光照时段）活体植株气孔的二氧化碳净交换量趋势，若在黑暗期表现出吸收二氧化碳，则表明植物进行景天酸代谢。虽然许多C3+CAM（如荨麻科冷水花属的镜面草）及C4+CAM型物种的二氧化碳交换在黑暗期呈净负增长，但随着夜间PEPC酶的固碳活动上升，二氧化碳的流失通常会随着临近午夜而逐渐减少。而纯C3或C4物种在黑暗期则显示出呼吸作用造成的较为恒定的二氧化碳损失。与滴定测酸法类似，在用此方法测定兼性CAM物种时，需要在正常和胁迫两种环境条件下进行实验。该方法的一个限制是仪器的样品测量腔室的形状和大小，适于测量每种形态的植物所需的腔室可能不同，目前已开发的种类也较为有限，例如在测量极为肉质且不为常规扁平形态的叶片和茎组织时，如何在保持腔室气密性的同时不折断、破坏植物组织。另外，测量生长在野外的植株也较有挑战性，使用没有通入电源的便携式光合测量系统时，需确保仪器具备足够的电量，以便在长达24小时及更久的时段中持续测量、录入数据。
4. 光合酶、转录本及蛋白水平监测：通过分析植物组织中景天酸代谢途径中关键酶的活性及其转录物和蛋白质的实时表达丰度，可以判定植物是否正在采用该代谢途径，以及鉴定植物所使用的羧化、脱羧酶具体亚型。全转录组测序和定量PCR可以同时对数百到数千个基因进行强大、高通量的分析，但由于只是在间接地量化酶活性，必须与其他检测方法结合使用。由于测量蛋白质量、活性和转录物丰度必须使用新鲜、近乎未降解的植物组织样本，该方法目前一般只能在实验室中应用，用于测量野生植物可能较为困难。

## 生态特征
大多数景天酸代谢植物的生态特征可大致归为如下三类：
1. 沙漠及半干旱地区的陆生植物
西半球沙漠生境中的代表性景天酸代谢类群包括仙人掌科、天门冬科(龙舌兰亚科)等，而东半球的类似生境中则有大戟科、番杏科、阿福花科(芦荟属)等。开启气孔会导致水分蒸腾流失，因而干旱环境会限制植物进行气体交换，而气孔“夜开日合”的景天酸代谢模式则可以帮助植物保存体内水分，一些适应干旱的景天酸代谢物种在数周甚至数月不进行呼吸作用的情况下依然可以存活，由此导致的较低的光合作用速率也是许多沙漠植物类群生长缓慢的原因。
2. 热带及亚热带森林地区的附生植物
近一半的景天酸代谢植物都原生于降水量中等或较高的地区，例如巴拿马和马达加斯加雨林中的一些兰科和凤梨科物种。这些相对矮小的附生植物依附在高大乔木的树干或枝条上，以在树冠层叠的丛林环境中获得相比地面更多的阳光；这样的生长策略使得它们无法从土壤中获取水分，而景天酸代谢可以帮助它们在水分受限的条件下提高用水效率。一些兰花的气生根也可进行景天酸代谢。
3. 水生植物
尽管水对于水生植物并不是稀缺资源，部分水生植物却演化出了景天酸代谢的表型，且在维管植物的多个大类群中都可以找到独立演化的代表类群（石松类的水韭科、单子叶植物的慈姑属、真双子叶植物中的水生青锁龙Crassula aquatica等）。这些物种多分布于寡营养湖泊或季节性浅水塘，生境中的二氧化碳水平常有较大波动。一种较广接受的观点是采用景天酸代谢可帮助植物体应对水中较低的二氧化碳含量。

## 分类多样性
景天酸代谢在植物界中至少独立趋同演化了66次，存在于38个科、370属中，约占所有维管植物的7%。
大部分进行景天酸代谢的类群都是被子植物，但真蕨类、石松类和裸子植物中也存在景天酸代谢成员。
以下列出了目前已有实验验证进行景天酸代谢的部分植物科属：
石松类
- 水韭科 - 水韭属Isoetes

真蕨类
- 水龙骨科 - 蚁蕨属Lecanopteris、星蕨属Microsorum、星剑蕨属Dictymia、棋盘蕨属Niphidium、鹿角蕨属Platycerium、石苇属Pyrrosia
- 凤尾蕨科 - 书带蕨属Haplopteris、树卤蕨属Anetium、靴带蕨属Vittaria

裸子植物
- 泽米科 - 双子苏铁属Dioon
- 百岁兰科 - 百岁兰属 Welwitschia

被子植物
- 胡椒科 - 草胡椒属 Peperomia
- 泽泻科 - 茨菇属Sagittaria
- 天南星科 - 美铁芋属Zamioculcas
- 水鳖科 - 水车前属Ottelia、苦草属Vallisneria
- 兰科 - 香荚兰属Vanilla、梗帽兰属Acianthera、空船兰属Aerangis、气花兰属Aeranthes、羽线兰属Anathallis、彗星兰属Angraecum、蜘蛛兰属Arachnis、喜兰属Aspasia、空船兰属Barkeria、茂物兰属Bogoria、柏拉兰属Brassavola、长萼兰属Brassia、藓兰属Bryobium、石豆兰属Bulbophyllum、弯距兰属Campylocentrum、卡特兰属Cattleya、双角兰属Caularthron、独活兰属Caluera、铁针兰属Capanemia、异唇兰属Chiloschista、西施兰属Cischweinfia、贝母兰属Coelogyne（包括石仙桃属Pholidota）、凹唇兰属Comparettia、吊桶兰属Coryanthes、蕙兰属Cymbidium、弯足兰属Cyrtopodium、石斛属Dendrobium（包括金石斛属Flickingeria）、抱树兰属Dendrophylax、双唇兰属Didymoplexis、幡唇兰属Domingoa、裂床兰属Dimerandra、蛎萼兰属Echinosepala、峨塔兰属Elleanthus、围柱兰属Encyclia、树兰属Epidendrum、烈日兰属Eriopsis、扇叶兰属Erycina、美冠兰属Eulophia（包含锐冠兰属Acrolophia）、小人兰属Gomesa、爪唇兰属Gongora、新兰属Guarianthe、馨钟兰属Hintonella、鞋堇兰属Ionopsis、束刀兰属Jacquiniella、蕾丽兰属Laelia、光唇兰属Leochilus、发瓣兰属Lockhartia、钗子股属Luisia、捧心兰属Lycaste、长腺兰属Macradenia、开扇兰属Macroclinium、腭唇兰属Maxillaria、弱冠兰属Meiracyllium、球距兰属Microcoelia、小囊兰属Micropera、钩叶兰属Mobilabium、旋柱兰属Mormodes、鼠花兰属Myoxanthus、蚁蕉兰属Myrmecophila、驼背兰属Notylia、鸢尾兰属Oberonia、鸟花兰属Oeonia、文心兰属Oncidium、鸟首兰属Ornithocephalus、婴毯兰属Pabstiella、鸽子兰属Peristeria、蝴蝶兰属Phalaenopsis（包含萼脊兰属Sedirea）、扁根兰属Platyrhiza、缠根兰属Plectorrhiza、距角兰属Plectrophora、腋花兰属Pleurothallis、鹿角兰属Pomatocalpa、附柱兰属Prosthechea、蝶唇兰属Psychilis、蛾形文心兰属Psychopsis、翅管兰属Pterostemma、纹剑兰属Quekettia、糙根兰属Rhinerrhiza、寄树兰属Robiquetia、凹萼兰属Rodriguezia、金虎兰属Rossioglossum、假囊唇兰属Saccolabiopsis、囊舌兰属Saccolabium、肉唇兰属Sarcochilus、碗唇兰属Scaphyglottis、匙唇兰属Schoenorchis、折叶兰属Sobralia、管基兰属Solenidium、奇唇兰属Stanhopea、银光兰属Stelis、带叶兰属Taeniophyllum、糖芥兰属Tetramicra、白点兰属Thrixspermum、剑心兰属Tolumnia、短头兰属Trachoma、毛距兰属Trichocentrum、毛舌兰属Trichoglottis、毛帽兰属Trichopilia、毛鞘兰属Trichotosia、三轭兰属Trizeuxis、万代兰属Vanda、剑唇兰属Warmingia、天平兰属Zygostates
- 阿福花科 - 芦荟属Aloe、树芦荟属Aloidendron、绫锦芦荟属Aristaloe、松塔掌属Astroloba、鲨鱼掌属Gasteria、什锦芦荟属Gonialoe、牡丹卷属Haworthia、十二卷属Haworthiopsis、珠纹卷属Tulista、鳞芹属Bulbine
- 天门冬科 - 天门冬属Agave、龙荟兰属Beschorneria、万年兰属Furcraea、草丝兰属Hesperaloe、丝兰属Yucca、酒瓶兰属Beaucarnea、虎尾兰属Sansevieria
- 鸭蹠草科 - 锦竹草属Callisia、蓝耳草属Cyanotis、紫露草属Tradescantia、怡心草属Tripogandra
- 凤梨科 - 凤梨亚科Bromelioideae、华烛之典亚科Hechtioideae、皮氏凤梨亚科Pitcairnioideae、皇后凤梨亚科Puyoideae、空气凤梨亚科Tillandsioideae
- 景天科 - 青锁龙属Crassula、天锦木属Adromischus、银波木属Cotyledon、伽蓝菜属Kalanchoe、奇峰锦属Tylecodon、莲花掌属Aeonium、爱染草属Aichryson、碧光景天属Cremnophila、仙女杯属Dudleya、拟石莲花属Echeveria、风车莲属Graptopetalum、八宝属Hylotelephium、玻璃景天属Lenophyllum、魔莲花属Monanthes、瓦松属Orostachys、厚叶草属Pachyphytum、瓦莲属Rosularia、景天属Sedum、长生草属Sempervivum、脐景天属Umbilicus、塔莲属Villadia
- 葡萄科 - 白粉藤属Cissus、葡萄瓮属Cyphostemma
- 蒺藜科 - 玉檀木属Bulnesia
- 葫芦科 - 龙蓬壶属Seyrigia、碧雷鼓属Xerosicyos
- 荨麻科 - 冷水花属Pilea
- 藤黄科 - 书带木属Clusia
- 西番莲科 - 蒴莲属Adenia
- 大戟科 - 大戟属Euphorbia（包含红雀珊瑚属Pedilanthus）、麻风树属Jatropha
- 牻牛儿苗科 - 凤嘴葵属Monsonia（包含部分龙骨葵属Sarcocaulon）、天竺葵属Pelargonium
- 番杏科 - 番杏属Tetragonia、龙须海棠属Mesembryanthemum（包括松叶菊属Lampranthus）、紫波玉属Antimima、银叶花属Argyroderma、鹿角海棠属Astridia、照波属Bergeranthus、莫邪菊属Carpobrotus、菊波花属Carruanthus、绘岛属Cephalophyllum、唐锦玉属Chasmatophyllum、虾钳花属Cheiridopsis、肉锥花属Conophytum、露子花属Delosperma、圆棒玉属Disphyma、魔幻龙属Dracophilus、神刀玉属Drosanthemopsis、冰叶花属Drosanthemum、小叶番杏属Eberlanzia、美菊玉属Erepsia、肉黄菊属Faucaria、窗玉属Fenestraria、舌叶花属Glottiphyllum、鸾刀玉属Hartmanthus、龙骨角属Hereroa、白鸽玉属Jacobsenia、龙须玉属Jordaaniella、生石花属Lithops、姬神刀属Malephora、群鸟玉属Meyerophytum、奇鸟菊属Mitrophyllum、碧光环属Monilaria、对叶花属Pleiospilos、鳄之唇属Prepodesma、沾沙玉属Psammophora、荒雾属Rabiea、红番属Ruschia、魔杖属Sarcozona、叠琅玉属Schlechteranthus、龙鳞玉属Stoeberia、天女属Titanopsis、仙宝属Trichodiadema、胧玉属Vanheerdea、海马齿属Sesuvium、假海马齿属Trianthema
- 水卷耳科 - 澳红娘属Parakeelya、穗石薇属Calyptridium、石薇花属Cistanthe、春美草属Claytonia、露薇花属Lewisia、酒玉栌兰属Phemeranthus
- 龙树科 - 亚龙木属Alluaudia、枝龙木属Alluaudiopsis、曲龙木属Decarya、刺戟木属Didierea、马齿苋树属Portulacaria
- 落葵科 - 落葵薯属Anredera、落葵属Basella
- 南荒蓬科 - 南荒蓬属Halophytum
- 土人参科 - 土人参属Talinum
- 马齿苋科 - 马齿苋属Portulaca
- 回欢草科 - 回欢草属Anacampseros、马齿藤属Grahamia、沟栌兰属Talinopsis
- 仙人掌科 - 刺萼柱属Acanthocereus(包括块根柱属Peniocereus）、碧彩柱属Bergerocactus、巨人柱属Carnegiea、端丽柱属Cephalocereus（包括龟甲柱属Neobuxbaumia）、仙人柱属Cereus、白檀柱属Chamaecereus、管花柱属Cleistocactus、龙珠球属Cochemiea、旗号掌属Consolea、龙爪球属Copiapoa、红尾令箭属Disocactus、仙人球属Echinocactus、鹿角柱属Echinocereus、短毛丸属Echinopsis、昙花属Epiphyllum、极光球属Eriosyce、壶花柱属Eulychnia、强刺球属Ferocactus、金煌柱属Haageocereus、猿恋苇属Hatiora、黄鹰柱属Leucostele、丽花丸属Lobivia、神阁柱属Lophocereus、乌羽玉属Lophophora、乳突球属Mammillaria、花座球属Melocactus、龙神木属Myrtillocactus、狮子锦属Oreocereus、彩髯玉属Oroya、摩天柱属Pachycereus、锦绣玉属Parodia、对叶花属Pleiospilos、斧突球属Pelecyphora、雷神柱属Polaskia、丝苇属Rhipsalis、仙人指属Schlumbergera（包括蟹爪兰属Zygocactus）、虹山玉属Sclerocactus、蛇鞭柱属Selenicereus（包括量天尺属Hylocereus）、狭花柱属Stenocereus（包括青牛柱属Ritterocereus）、近卫柱属Stetsonia、毛花柱属Trichocereus、姣丽玉属Turbinicarpus、圆筒掌属Austrocylindropuntia、圆柱掌属Cylindropuntia、白峰掌属Grusonia、卧云掌属Maihueniopsis、仙人掌属Opuntia（包括胭脂掌属Nopalea）、麒麟掌属Pereskiopsis、翅子掌属Pterocactus、船夫掌属Quiabentia、武士掌属Tephrocactus、卧麒麟属Maihuenia、木麒麟属Pereskia
- 茜草科 - 蚁寨木属Hydnophytum、蚁巢木属Myrmecodia、环蚁木属Squamellaria
- 夹竹桃科 - 棒槌树属Pachypodium、方龙角属Apteranthes、伞牛角属Boucerosia（包括叶牛角属Frerea）、水牛角属Caralluma、杖牛角属Caudanthera、吊灯花属Ceropegia、鹅绒藤属Cynanchum（包括肉珊瑚属Sarcostemma和珊枝菜属Folotsia）、球花角属Desmidorchis、眼树莲属Dischidia、肖玉牛角属Duvalia、丽杯角属Hoodia、球兰属Hoya、剑牛角属Huernia、宽杯角属Orbea、南蛮角属Quaqua、犀角属Stapelia
- 车前科 - 海车前属Littorella
- 苦苣苔科 - 喉凸苣苔属Haberlea、欧洲苣苔属Ramonda、赤车岩桐属Codonanthopsis
- 唇形科 - 欧夏至草属Marrubium、鞘蕊属Coleus
- 菊科 - 仙人笔属Baculellum、好望菊属Caputia、敦菊木属Crassothonna、翡翠珠属Curio、天龙菊属Kleinia、厚敦菊属Othonna、千里光属Senecio

## 另見
- 核酮糖-1,5-二磷酸羧化酶/加氧酶 (RuBisCO)
- C3类二氧化碳固定
- C4类二氧化碳固定
- 多肉植物